# Ocotepeque
Ocotepeque è una città dell'Honduras, capoluogo del dipartimento omonimo.
Fondato nel 1530, il comune risultava già come entità indipendente nel censimento del 1701 ed ottenne lo status di città nel luglio 1870.